# Agropyron apiculatum
Agropyron apiculatum är en gräsart som beskrevs av Tscherning. Agropyron apiculatum ingår i släktet kamveten, och familjen gräs. Inga underarter finns listade i Catalogue of Life.